# Гімн Австрії
Land der Berge, Land am Strome (укр. Краї́на гір, краї́на на пото́ці) — державний гімн Австрії. Офіційно затверджений 22 жовтня 1946 року. Для гімну адаптована музика Моцарта (Масонська кантата К. 623).

## Слова і переклад
Німецькою:
Land der Berge, Land am Strome,

Land der Äcker, Land der Dome,

Land der Hämmer, zukunftsreich!

Heimat großer Töchter und Söhne,

Volk, begnadet für das Schöne,

Vielgerühmtes Österreich,

Vielgerühmtes Österreich.

Heiß umfehdet, wild umstritten,

Liegst dem Erdteil du inmitten

Einem starken Herzen gleich.

Hast seit frühen Ahnentagen

Hoher Sendung Last getragen,

Vielgeprüftes Österreich,

Vielgeprüftes Österreich.

Mutig in die neuen Zeiten,

Frei und gläubig sieh uns schreiten,

Arbeitsfroh und hoffnungsreich.

Einig lass in Brüderchören,

Vaterland, dir Treue schwören.

Vielgeliebtes Österreich,

Vielgeliebtes Österreich.
Переклад Мойсея Фішбейна:
Краю наш, потоки й гори,

Ниви, молоти, собори,

Ти прийдешнього ім’я!

Все до величі готове,

Славні сестри і братове,

Славна Австріє моя!

Ти шляхетніша і вища

За незгоди й бойовища,

Твоє серце нам сія.

Ти віки нам відкривала,

Предківщино витривала,

Мужня Австріє моя!

Воле, віро і надіє,

Нам нова доба радіє,

Ми згуртована сім’я.

Ми йдемо коханим краєм,

Ми Вітчизні присягаєм,

Люба Австріє моя!
Переклад Івана Лучука:
Гори, ріки і собори,

Краю рідного простори, —

Майбуття твоє сія.

Батьківщина духом дужих,

До краси чутливих дуже —

Наша славна Австрія!

Суперечливе минуле —

Славне, світле, дике, чуле.

В тебе вища місія, —

Буде серденьком могутня

Посеред Європи сутня —

Наша славна Австрія!

Йди в нові часи сміливо,

Вільно, свято і зичливо,

Як одна міцна сім’я.

Братнім хором заспіває,

Клятву вірності приймає —

Наша люба Австрія!